# Россия на «Евровидении-1994»
Участие России на конкурсе песни «Евровидение 1994», проходившем в столице Ирландии Дублине, стало дебютным на этом конкурсе. Страну представляла певица Маша Кац, выступавшая под псевдонимом Юдифь, с песней «Вечный странник». Исполнительница была выбрана путём национального отбора, проходившего на телеканале РТР. Набрав 70 баллов, она заняла 9 место. Комментатором конкурса от России стал Сергей Антипов.

## Исполнитель
Страну представляла певица Мария Львовна Кац, выступившая под псевдонимом Юдифь.
К 2000 году, получив признание, как российская «Леди блюз» и «Голос России», Мария Кац создала собственную звукозаписывающую компанию «Хит Старт».
За 10 лет записала бэк-вокал более чем в ста восьмидесяти альбомах известнейших российских исполнителей. Дублирует песни персонажей русских версий голливудских фильмов и мультфильмов,таких как "Анастасия" , "Рапунцель: запутанная история" и т. д.

## Песня
Российская песня пользовалась определенным успехом у трёхмиллионной телевизионной аудитории, заняв в конечном итоге 9-е место и набрав 70 баллов. Компакт-диск «Вечный странник» был распродан в Великобритании после конкурса А в 1999 году по итогам голосования зрителей в Великобритании песня «Вечный странник» вошла в десятку лучших песен за всю историю конкурса.

## Национальный отбор
Национальный отбор, прошедший 12 марта 1994 года в одной из студий телеканала РТР, выиграла исполнительница Мария Кац, выступавшая под псевдонимом Юдифь. По словам Сергея Антипова, на отбор было представлено свыше 30 композиций, из них было отобрано сначала 12, затем — 9. Перед началом отбора две конкурсные песни — «Ой, ой, ой» Алёны Апиной и «Когда я вернусь в Россию» Вики Цыгановой — были дисквалифицированы, но все равно были представлены публике вне конкурса. Песня Апиной была дисквалифицирована из-за исполнения до отбора, а Цыгановой — из-за решения сменить композицию. Согласно правилам конкурса, в состав жюри входило 16 человек, половина из которых были специалистами в области музыки, а другая половина — представителями общественности. Всего в отборе приняло участие 9 исполнителей.
| №   | Исполнитель           | Песня                      | Музыка                                      | Текст           | Очки | Место |
| --- | --------------------- | -------------------------- | ------------------------------------------- | --------------- | ---- | ----- |
| 1   | Мегаполис             | «Пушкин»                   | Олег Нестеров                               | О. Нестеров     | 0    | 8     |
| 2   | Юдифь                 | «Вечный странник»          | Лев Землинский                              | Пилигрим        | 9    | 1     |
| 3   | Андрей Мисин          | «Российская лирическая»    | А. Мисин                                    | С. Патрушев     | 4    | 3     |
| 4   | Татьяна Марцинковская | «Распятие»                 | С. Стрелецкий                               | А. Испольнов    | 1    | 5     |
| 5   | Сергей Пенкин         | «Вспомни»                  | С. Федоров                                  | С. Федоров      | 1    | 5     |
| 6   | Ногу свело            | «Сибирская любовь»         | Максим Покровский, И.Лапухин, А.Якомульский | М. Покровский   | 7    | 2     |
| 7   | Квартал               | «Прилети ко мне»           | Артур Пилявин                               | А. Пилявин      | 1    | 5     |
| 8   | Алиса Мон             | «Ва-банк»                  | А. Мон                                      | А. Мон          | 0    | 8     |
| 9   | Елена Кирий           | «Девки песни распевают»    | С. Матвиенко                                | С. Матвиенко    | 3    | 4     |
| dis | Алёна Апина           | «Ой, ой, ой»               | Аркадий Укупник                             | Симон Осиашвили | —    | —     |
| dis | Вика Цыганова         | «Когда я вернусь в Россию» | —                                           | —               | —    | —     |

## Голосования
| Голоса за Россию | Голоса за Россию                  |
| ---------------- | --------------------------------- |
| Оценка           | Страны                            |
| 12               | нет голосов                       |
| 10               | Польша                            |
| 8                | нет голосов                       |
| 7                | нет голосов                       |
| 6                | Германия, Литва, Австрия, Венгрия |
| 5                | Великобритания, Нидерланды        |
| 4                | Ирландия, Исландия, Греция        |
| 3                | Кипр, Румыния, Норвегия           |
| 2                | Португалия                        |
| 1                | Хорватия, Эстония, Франция        |

| Голоса российского жюри | Голоса российского жюри |
| ----------------------- | ----------------------- |
| Оценка                  | Страна                  |
| 12                      | Ирландия                |
| 10                      | Франция                 |
| 8                       | Норвегия                |
| 7                       | Германия                |
| 6                       | Польша                  |
| 5                       | Великобритания          |
| 4                       | Португалия              |
| 3                       | Венгрия                 |
| 2                       | Кипр                    |
| 1                       | Исландия                |